# Proxenus lepigone
Proxenus lepigone là một loài bướm đêm trong họ Noctuidae.